# Mirko Sančević
Mirko Sančević (Hrvatska Dubica, 5. studenog 1900. – Caracas, 13. svibnja 1981.), hrvatski pisac iz BiH, poslovni čovjek i industrijalac. 

## Životopis
Od 1921. do travnja 1945. bavio se poduzetništvom u drvnoj industriji u BiH (Teslić, Uskoplje, Travnik...) i Hrvatskoj, te je bio vlasnik poduzeća Veleobrt drva Sančević Maoča-Brčko. Nakon 2. svjetskog rata je emigrirao te se je, nakon života u Austriji i izbjegličkim logorima u Italiji, 1948. iselio u Venezuelu. Bio je istaknuti organizator tamošnje hrvatske iseljeničke naseobine. Svoj životni put opisao je u knjizi "Od bosanskih šuma do Venezuele" (posmrtno, 1982). Od poznatijih djela tu je još i "Događaji i ljudi u mojim sjećanjima" (sjećanja, 1982.). 